# Francia orgona
A francia orgona vagy kínai orgona (Syringa × chinensis) az olajfafélék (Oleaceae) családjának orgona (Syringa) nemzetségébe tartozó hibrid növényfaj.

## Származása
A kínai orgona név félrevezető, ugyanis a fajnak nincs köze Kínához: Franciaországban jött létre a közönséges orgona (Syringa vulgaris) és a perzsa orgona (Syringa × persica) kereszteződésével.

## Leírása
Sűrűn ágas, 3–5 méteres bokor, vesszőin a legfelső 3–6 rügypárból fejlődik a virágzat. Leveles hajtása  a közönséges orgonára hasonlít, kicsiben. 
Virágzatai majdnem akkorák, mint az említett fajé, enyhén illatosak.
‘Saugeana’ fajtája közép-lila színű, igen nagyméretű virágzatokat hoz.

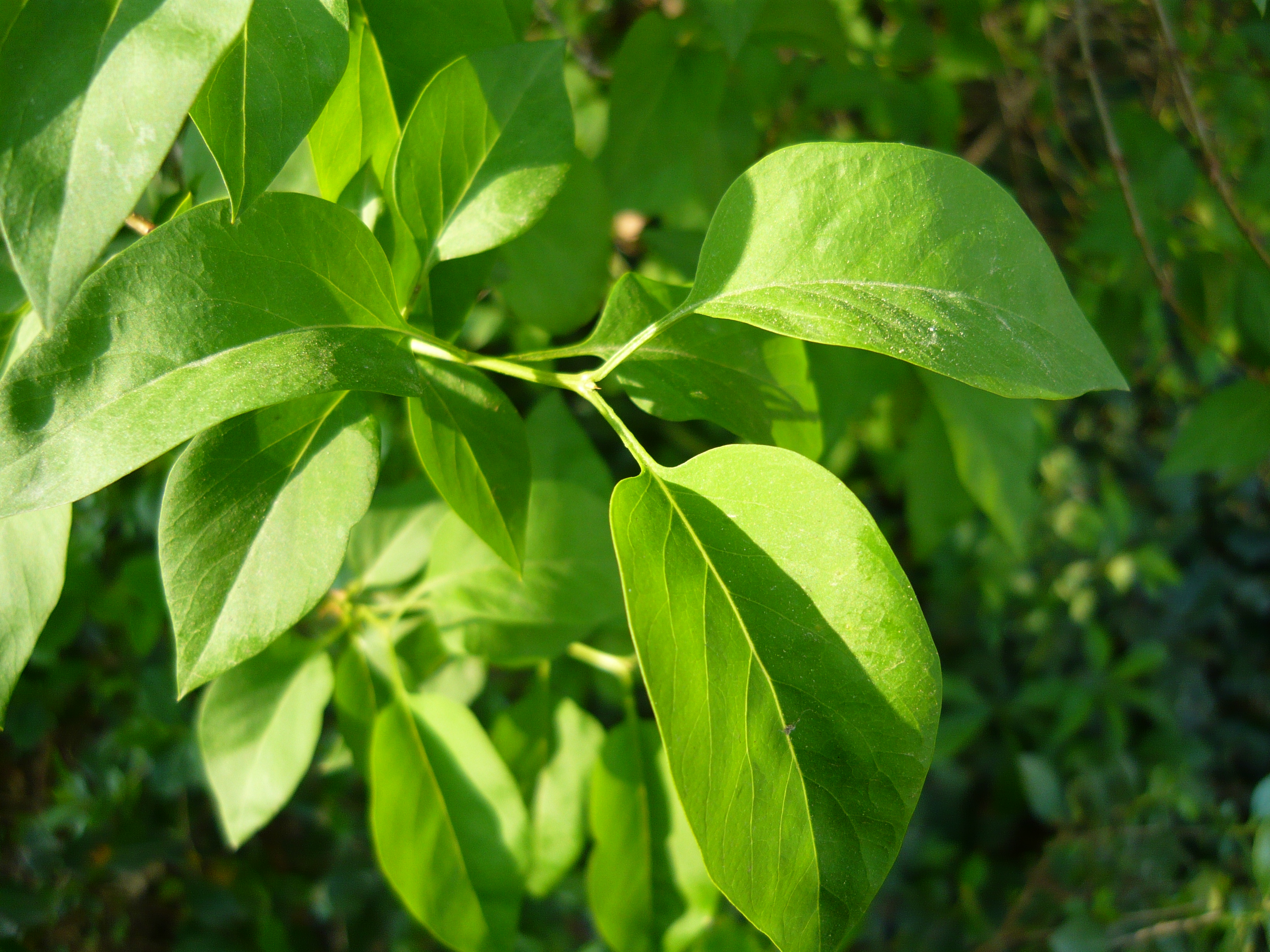
Levelei
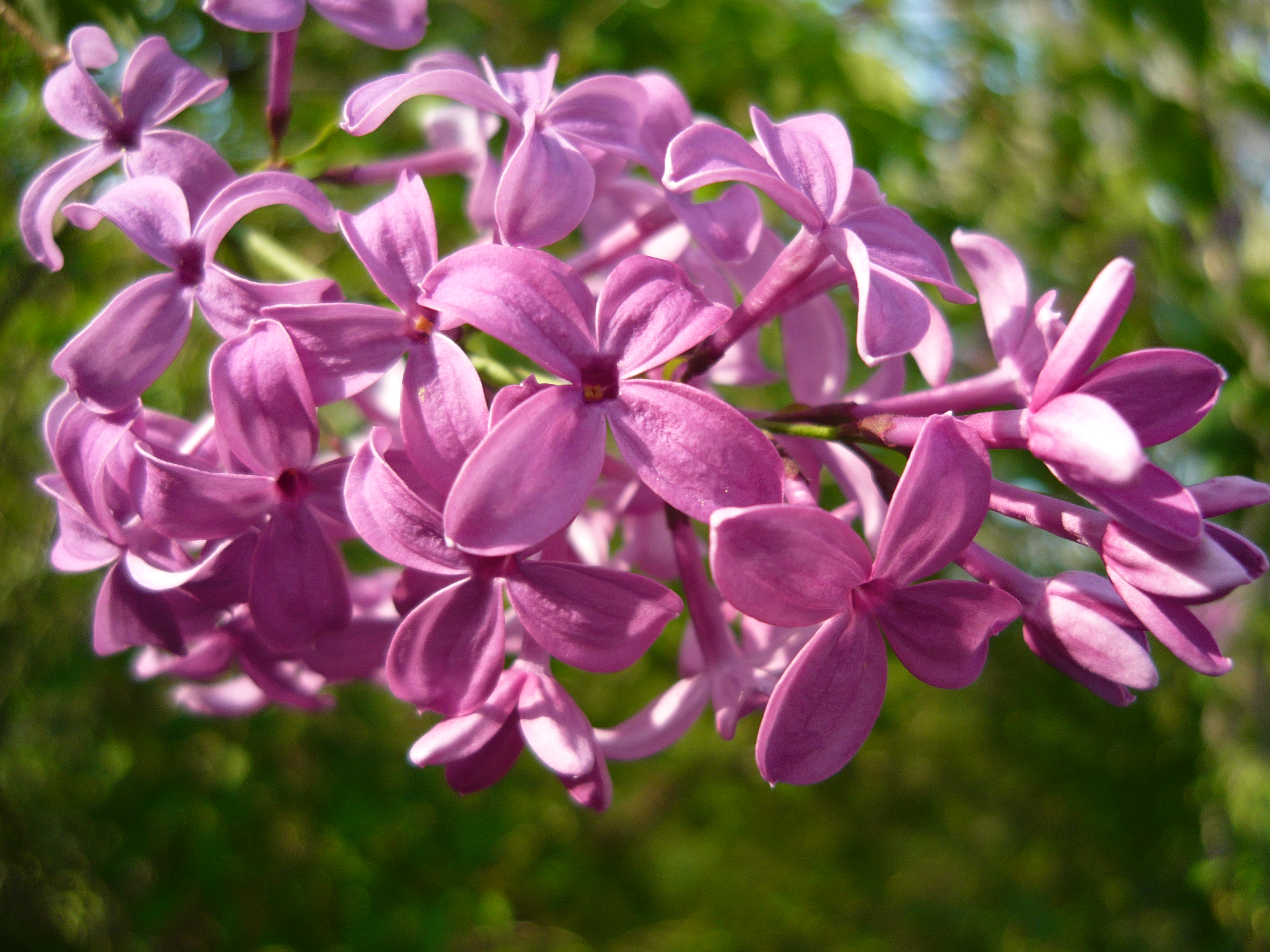
Virágzata

## Igényei
Normál mezofita viszonyok közé való.